# Marmosa murina
Marmosa murina är en pungdjursart som först beskrevs av Carl von Linné 1758. Marmosa murina ingår i släktet dvärgpungråttor och familjen pungråttor. Internationella naturvårdsunionen (IUCN) kategoriserar arten globalt som livskraftig. Inga underarter finns listade.
Pungdjuret har två från varandra skilda utbredningsområden. Ett i norra Sydamerika öster om Anderna söderut till mellersta Brasilien och det andra i sydöstra Brasilien. Arten vistas i låglandet och i upp till 1 300 meter höga bergstrakter. Habitatet är fuktig, till exempel regnskogar och träskmarker. Individerna vistas vanligen i träd, är aktiva på natten och äter främst insekter.
Svenskt namn saknas men inkaindianernas ättlingar kallar den tjikajo - och på engelska heter den Linnés musopossum.
Arten blir 9,8 till 15,5 cm lång (huvud och bål), har en 14,5 till 20,0 cm lång svans och väger 31 till 68 g. Bakfötterna är 1,8 till 2,6 cm långa och öronen är 2,0 till 2,8 cm stora. Ovansidan är täckt av kastanjebrun päls och på undersidan förekommer krämfärgad till rosa päls. Den rosa färgen är tydligast vid bukens mittlinje. Svarta ringar kring ögonen och andra mörka mönster bildar en ansiktsmask. Marmosa murina har bruna öron. På den bruna svansen förekommer korta färglösa hår. Djurets tillhör pungdjuren men honor saknar pung (marsupium).
En infångad hona registrerades med 6 döda ungar. Hon höll på att äta ungarnas kvarlevor.